# Lampronia novempunctata
Lampronia novempunctata là một loài bướm đêm thuộc họ Incurvariidae. Nó được tìm thấy ở Nepal.
Sải cánh dài khoảng 12 mm.